# Yórgos Lánthimos
Yórgos Lánthimos (en grec moderne : Γιώργος Λάνθιμος / Giórgos Lánthimos), né le 23 septembre 1973 à Athènes, est un réalisateur et dramaturge grec.
Après deux films réalisés dans son pays, il remporte successivement au Festival de Cannes les prix Un certain regard, Prix du jury et prix du scénario pour ses films Canine, The Lobster, Mise à mort du cerf sacré entre 2009 et 2017.
L'année suivante, il tourne au Royaume-Uni la comédie biographique La Favorite. Pour ce film, il est nommé pour le Golden Globe du meilleur film dramatique et se trouve nommé pour deux Oscars, celui du meilleur film et de la meilleure réalisation. Il remporte pour ce même film le Grand prix du jury de la Mostra de Venise et les Prix du cinéma européen du meilleur film et meilleur réalisateur. 
En 2023, sa fable gothique Pauvres Créatures reçoit le Lion d'or à la Mostra de Venise, le Golden Globe du meilleur film musical ou de comédie ainsi que plusieurs nominations aux Oscars.

## Biographie
Il a étudié la réalisation à l’école de cinéma de Stavrakos à Athènes. 
En 1991, il a joué quelques matches dans la première division grecque de basket-ball.
En 2009, le film Canine, huis-clos aux accents de thriller sur une famille-société en Grèce, qu’il a réalisé, gagne le prix Un certain regard au festival de Cannes.
En 2010, il joue dans Attenberg, film dramatique grec d'Athina Rachel Tsangari, qu'il co-produit également.
En 2015, il signe son premier film en langue anglaise The Lobster (« le homard »), avec Colin Farrell. Le film remporte le prix du jury au festival de Cannes.
En 2016, il devient membre de l'Academy of Motion Picture Arts and Sciences qui décerne les Oscars.
En 2017, son film Mise à mort du cerf sacré remporte le Prix du scénario au 70e Festival de Cannes, conjointement avec A Beautiful Day de Lynne Ramsay. 
En 2018, son film La Favorite est sélectionné à la Mostra de Venise où il remporte le Grand Prix ; quelques mois plus tard il est nommé 9 fois aux Oscars, Olivia Colman y remporte l'Oscar de la meilleure actrice.
En 2019, il est membre du jury au Festival de Cannes sous la présidence d'Alejandro González Iñarritu.
Son film Pauvres Créatures (Poor Things) est sélectionné à la Mostra de Venise 2023 où il remporte le Lion d'or.
En 2024, il est de retour en compétition au Festival de Cannes avec une comédie noire intitulée Kinds of Kindness où il retrouve Emma Stone, Willem Dafoe et Margaret Qualley, déjà présents sur son film précédent et où il accueille Jesse Plemons (qui obtient le prix d'interprétation masculine), Joe Alwyn, Hong Chau, Mamoudou Athie et Hunter Schafer.
La même année, il annonce que son prochain projet sera une comédie de science-fiction intitulée Bugonia. Ce serait un remake du film coréen Save the Green Planet! Emma Stone et Jesse Plemons sont annoncés au casting.
En mai 2025, il compte parmi les signataires d'une pétition de personnalités du cinéma dénonçant le silence du monde de la culture face au « génocide à Gaza ».

## Vie privée
Il est le mari de l'actrice française Ariane Labed qui joue dans ses films Alps et The Lobster.

## Filmographie

### Cinéma

#### Longs métrages
- 2001 : My Best Friend (en) (Ο καλύτερος μου φίλος) co-réalisé avec Lákis Lazópoulos
- 2005 : Kinetta (Κινέττα)
- 2009 : Canine (Κυνόδοντας)
- 2011 : Alps (Άλπεις)
- 2015 : The Lobster
- 2017 : Mise à mort du cerf sacré (The Killing of a Sacred Deer)
- 2018 : La Favorite (The Favourite)
- 2023 : Pauvres Créatures (Poor Things)
- 2024 : Kinds of Kindness
- 2025 : Bugonia

#### Courts métrages
- 1995 : Le Viol de Chloé (Ο Βιασμός της Χλόης)
- 2002 : Uranisco Disco
- 2013 : Necktie
- 2019 : Nimic
- 2022 : Bêlement (el) (Βληχή)

### Clip
- 1997 : Déka Entolés de Déspina Vandí (Δέκα Εντολές)

## Distinctions

### Récompenses
- Festival de Cannes 2009 : Prix Un certain regard pour Canine
- Mostra de Venise 2011 : Prix du scénario pour Alps
- Festival de Cannes 2015 : Prix du jury pour The Lobster
- Festival de Cannes 2017 : Prix du scénario pour Mise à mort du cerf sacré
- Mostra de Venise 2018 : Grand prix du jury pour La Favorite
- Prix du cinéma européen 2019 : Meilleur réalisateur et meilleur film pour La Favorite
- Mostra de Venise 2023 : Lion d'or pour Pauvres Créatures
- Golden Globes 2024 : meilleur film musical ou comédie pour Pauvres Créatures

### Nominations
- Oscars 2010 : meilleur film étranger pour Canine
- British Independent Film Awards 2015 : British Independent Film Award du meilleur réalisateur pour The Lobster
- Golden Globes 2019 : meilleur film musical ou comédie pour La Favorite
- Baftas 2019 : meilleur film, meilleur film britannique,  meilleur réalisateur pour La Favorite
- Oscars 2019 : meilleur film et meilleure réalisation pour La Favorite
- Golden Globes 2024 : meilleure réalisation pour Pauvres Créatures
- Oscars 2024 : Meilleur réalisateur pour Pauvres Créatures